# 遊撃手

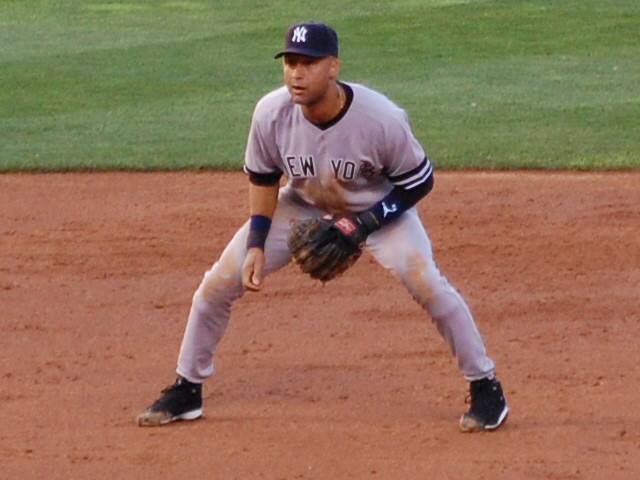
遊撃の守備に就くデレク・ジーター

遊撃手（ゆうげきしゅ、英: shortstop）とは、野球において二塁と三塁の中間を守る内野手。守備番号は6。英略字はSS（Shortstopから）。日本ではショートとも呼ばれることがある。主に二塁手（セカンド）と三塁手（サード）の間に位置する。

## 概要
センターラインを形成する守備のひとつ。二塁手と並んで高い守備技術が要求され、連係プレーにおける中核を担う。ボールに触る機会が多いため、「守備の華」と称される。
二遊間および三遊間後方のフライ処理をはじめ、投手や三塁手のバックアップを行うなど守備範囲は広い。内野ゴロの送球に要する時間が短く、加えて深い位置からの送球も多いため、優れた反射神経や強肩などが必須。さらに牽制球や盗塁阻止のベースカバー、外野からの中継プレーなども担い、最も身体能力が要求されるポジションである。
少しばかり打撃不足や体格に劣っている選手でも、俊足・強肩・堅守などを兼ね備え守備力に長けていれば正遊撃手に定着することが多い。その上で高い打撃能力や恵まれた体格を持ち合わせていれば「大型遊撃手」などと称され重宝される。特にプロ野球では、プロ入り後要求される力量がないと判断されたり、故障や加齢によって能力が衰えてきたりした場合は直ちに他ポジションへコンバートされることが多く、一般的に守備能力が衰えるとされる30歳代半ばを超えても遊撃手のレギュラーを守り続けた選手は少ない。ただし、今まで遊撃手を務めてきた資質から、コンバート先のポジションで名手として活躍する場合もある。
日本のプロ野球では、ボールに対する抵抗の少ない人工芝を内野に使用した球場が多いため、内野ゴロがより速く守備位置まで到達するので、捕球できなかった場合でも体の正面で止めてボールを前に落とす打球処理方法が基本とされる。一方、内野に天然芝を多く使うアメリカの野球では、打球の速度が落ちるので前に落として打球を処理していたのでは一塁への送球が間に合わなくなるため、捕球の確実性よりも素早くアウトを取る能力を求められる。そのため、体のひねりを利用して素早く送球動作に移ることの出来る「逆シングル捕球」を積極的に行うように指導されることが多く、中には真正面の打球であっても逆シングルで捕球する選手もいる。斎藤隆は「もっとも大きな差が現れるのは、打撃力、走力、守備力のうちどれですか？」という問いに「守備じゃないですか。特に内野守備です」「もちろん、打撃もそうですが、内野の守備力は、芝生の上で野球をやることが当たり前だった彼らと、土と人工芝しか知らない日本人選手では、考え方や捕り方に根本的な違いがあります。だから、上手い下手ということではなく、違うんですよ。それが土台の違いという意味なんです。」と解説している。
左投げの選手の場合、ボールを捕球してから一塁手へ送球するまでに体の向きを変える必要があり、右投げに比べわずかではあるが処理に時間を要し、一塁手を除く他の内野のポジションと同様、遊撃手も通常は右投げの選手が務める。
メジャーリーグにおいてはカル・リプケン・ジュニアの登場以降、遊撃手も打撃力が必要不可欠なポジションであるとのイメージが強くなった。特に、デレク・ジーター、アレックス・ロドリゲス、ノマー・ガルシアパーラの3人は1990年代に「3大遊撃手」と呼ばれ、リプケン以降の、打撃も守備も兼ね備えた新たな遊撃手像を体現する存在となった。2000年代に入るとロドリゲス、ガルシアパーラに代わって、マイケル・ヤング、ミゲル・テハーダを加えた3選手が「新・3大遊撃手」と呼ばれていた。ただし近年においても、ポジション別のOPSなどでは、遊撃手は概して外野手や一塁手、三塁手よりも低くなっており、まずは打撃よりも遊撃を守れる守備力が要求されていることに変わりはないようである。選手の総合評価指標として知られるWARでは、捕手に次いでポジション補正値が高い。
神奈川県の強豪高校の監督がアメリカにコーチ留学した際、横浜高校時代の松坂大輔の映像を持って渡米すると「なんでショートにしないんだ?」と疑問の声がアメリカ国内の指導者達から上がった。これは投手というポジションがアメリカの野球において「背がひょろっと高くて、ちょっと不器用そうで、他に守るポジションがないような選手」の守るポジションとされているためでもあるが、それだけ遊撃手の地位がアメリカで高いことを物語るエピソードでもある。

## 歴史
アメリカの野球黎明期、投手の両隣に2人の守備者がおり、打者のすぐ近くで守ることからshortstopの名称で呼ばれていた。時代が進み、2人いたショート・ストップは1人となり、当時は二塁の塁上付近に構えていた二塁手と投手の間を守るようになる。日本に野球が普及したのはこの頃である。さらに時代が進み、二塁を守っていた二塁手が一塁寄りに位置するようになったことで、遊撃手も二塁と三塁の間に移動し、現在の守備形態となった。
日本においては明治時代の野球が伝わってまだ間もない頃に、正岡子規によって「short＝短く」「stop＝遮る」の直訳である「短遮」（たんしょ）、もしくは「短遮者」との訳語があてられた。その後、明治時代の教師・中馬庚が「ショート・ストップは戦列で時期を見て待機し、動き回ってあちこちを固める『遊軍』のようだ」と説き、「遊撃手」という名称が広まった。